# Сомалі (народ)
Сомалі́ (або сомалі́йці) — кушитський народ на сході Африки, основне населення держави Сомалі.

## Територія розселення і чисельність
Чисельність сомалійців у Сомалі — близько 10 млн осіб. Сомалі також живуть у Ефіопії (4,6 млн осіб), Еритреї (0,1 млн осіб), Джибуті (південь країни — 0,5 млн осіб), Кенії (Північно-Східна провінція — 0,9 млн осіб), Ємені 1,0 млн та Італії.
Загальна чисельність сомалі — близько 17 млн осіб.

## Мова і релігія
Мова сомалійців — сомалі, належить до кушитських.
За релігією сомалі — мусульмани-суніти (прийняття ісламу — близько 1200 року).

## Історія

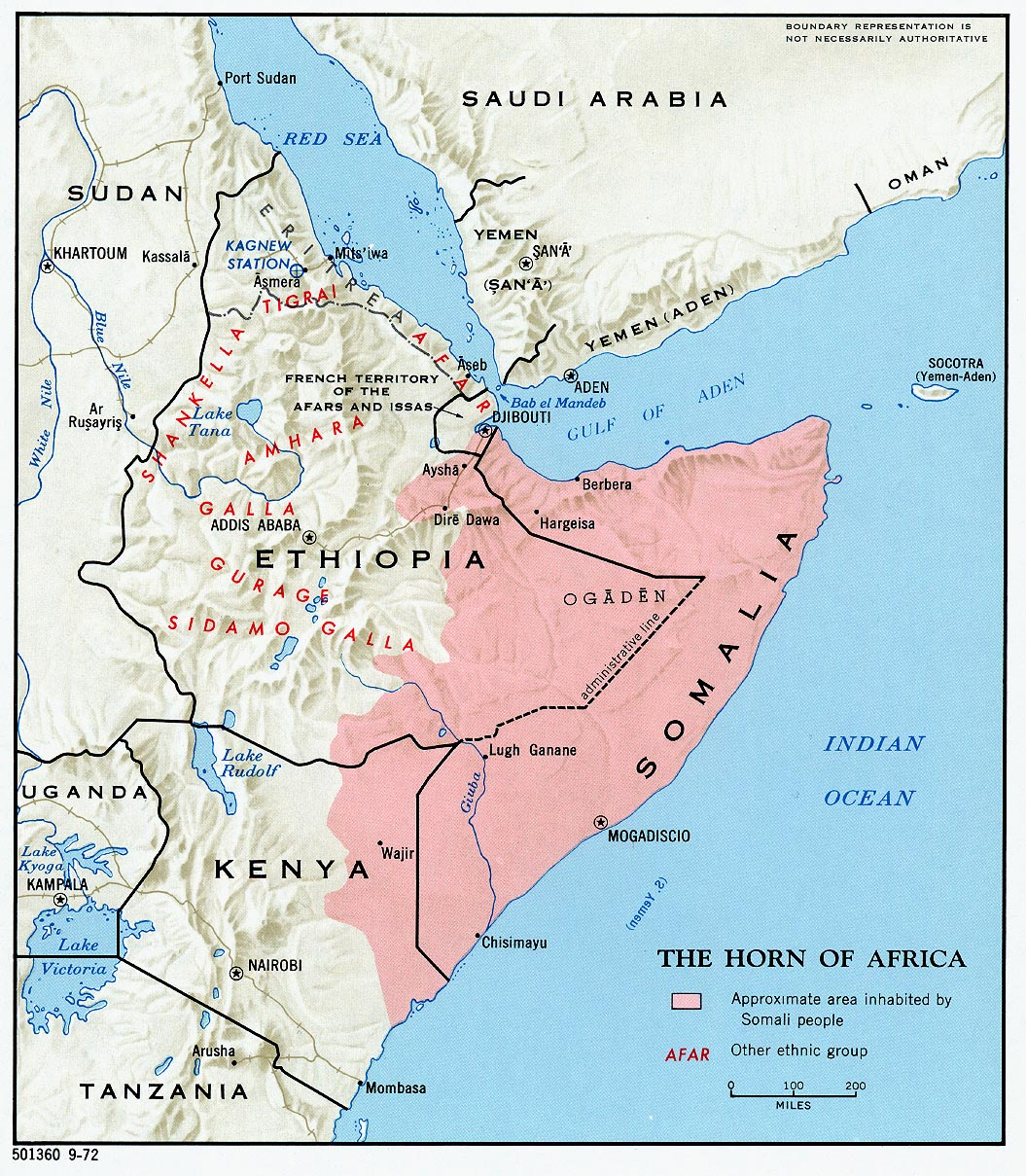
Розселення сомалі

Історично можна відстежити генеалогію племен сомалійців не раніше початку 2-го тисячоліття. Сомалійські клани згідно з традицією своє походження пов'язують з Шарифами, родиною пророка Мухаммеда. Проте безліч фактів, від мовних свідчень до артефактів, вказують на прихід предків сомалійців з територій сучасної Південної Ефіопії.
Середньовіччя позначене клановими сутичками й війнами сомалійських племен, а також ворожнечею з сусідами (Ефіопською імперією та оромо).
У 1960 Сомалі (колишня колонія Британії та Італії) отримала незалежність; Франція лишила ж за собою колонії — й ті лише 1977 року проголосили незалежність (держава Джибуті). Через вічну кланову ворожнечу усі 90-р. 20 ст. в Сомалі відбулась громадянська війна, яка закінчилась встановленням порядку на Півночі країни (колишній Британській колонії) й продовженням неспокою на Півдні (Могадішо).
У політиці провідну роль відіграють ісламські фундаменталісти.

## Традиційне господарство, організація і культура
Традиційне заняття — кочове скотарство; розводять верблюдів та, меншою мірою, дрібну рогату худобу й кіз. Землеробство (берегами річок) має підсобний характер. Вирощують сорго, бавовник, тютюн, бобові та кукурудзу. В горах, де багато дощів, займаються садівництвом. На узбережжі Червоного моря займаються рибальством. Розвинуті ремесла — чинбарство, деревообробка.
Зберігається племінна організація.
Сомалійці мають багату усну традицію й поезію.